# Zinn(II)-2-ethylhexanoat
Zinn(II)-2-ethylhexanoat ist ein Salz des zweiwertigen Zinns und der 2-Ethylhexansäure.

## Gewinnung und Darstellung
Zinn(II)-2-ethylhexanoat kann durch Reaktion von 2-Ethylhexansäure mit Zinn unter Zugabe von 4-tert-Butylbrenzcatechin gewonnen werden.

## Eigenschaften
Zinn(II)-2-ethylhexanoat ist eine brennbare, schwer entzündbare, viskose, farblose bis gelbliche Flüssigkeit, die schwer löslich in Wasser ist.

## Verwendung
Zinn(II)-2-ethylhexanoat wird als Katalysator für die Polymerisation von Polylactiden verwendet. Es wirkt als Zwischenprodukt und Katalysator für Urethanschäume, als Schmiermittel, als Additiv und als Stabilisator für Transformatorenöle.